# Estoril Open 2021
Giải quần vợt Estoril Mở rộng 2021 là một giải quần vợt nam thi đấu trên mặt sân đất nện. Đây là lần thứ 6 giải đấu được tổ chức và là một phần của ATP Tour 250 trong ATP Tour 2021. Giải đấu diễn ra tại Clube de Ténis do Estoril ở Cascais, Bồ Đào Nha, từ ngày 26 tháng 4 đến ngày 2 tháng 5 năm 2021.

## Điểm và tiền thưởng

### Phân phối điểm
| Sự kiện | VĐ  | CK  | BK | TK | Vòng 1/16 | Vòng 1/32 | Q  | Q2 | Q1 |
| Đơn     | 250 | 150 | 90 | 45 | 20        | 0         | 12 | 6  | 0  |
| Đôi     | 250 | 150 | 90 | 45 | 0         | —         | —  | —  | —  |

### Tiền thưởng
| Sự kiện | VĐ      | CK      | BK      | TK      | Vòng 1/16 | Vòng 1/32 | Q2     | Q1     |
| Đơn     | €41,145 | €29,500 | €21,000 | €14,000 | €9,000    | €5,415    | €2,645 | €1,375 |
| Đôi*    | €15,360 | €11,000 | €7,250  | €4,710  | €2,760    | —         | —      | —      |

*mỗi đội

## Nội dung đơn

### Hạt giống
| Quốc gia | Tay vợt                     | Xếp hạng1 | Hạt giống |
| -------- | --------------------------- | --------- | --------- |
| CAN      | Denis Shapovalov            | 14        | 1         |
| CHI      | Cristian Garín              | 22        | 2         |
| FRA      | Ugo Humbert                 | 31        | 3         |
| JPN      | Kei Nishikori               | 39        | 4         |
| KAZ      | Alexander Bublik            | 42        | 5         |
| CRO      | Marin Čilić                 | 44        | 6         |
| ESP      | Albert Ramos Viñolas        | 46        | 7         |
| ESP      | Alejandro Davidovich Fokina | 48        | 8         |

- 1 Bảng xếp hạng vào ngày 19 tháng 4 năm 2021[2]

### Vận động viên khác
Đặc cách:
- Kei Nishikori
- Denis Shapovalov
- João Sousa[3]

Vượt qua vòng loại:
- Carlos Alcaraz
- Nuno Borges
- Pedro Martínez
- Jaume Munar

Thua cuộc may mắn:
- Roberto Carballés Baena

### Rút lui
Trước giải đấu
- Pablo Carreño Busta → thay thế bởi  Kevin Anderson
- Fabio Fognini → thay thế bởi  Pierre-Hugues Herbert
- Gaël Monfils → thay thế bởi  Marco Cecchinato
- Kei Nishikori → thay thế bởi  Roberto Carballés Baena
- Benoît Paire → thay thế bởi  Fernando Verdasco
- Diego Schwartzman → thay thế bởi  Juan Ignacio Londero

Trong giải đấu
- Richard Gasquet

### Bỏ cuộc
- Kevin Anderson

## Nội dung đôi

### Hạt giống
| Quốc gia | Tay vợt         | Quốc gia | Tay vợt                | Xếp hạng1 | Hạt giống |
| -------- | --------------- | -------- | ---------------------- | --------- | --------- |
| FRA      | Fabrice Martin  | FRA      | Édouard Roger-Vasselin | 40        | 1         |
| RSA      | Raven Klaasen   | JPN      | Ben McLachlan          | 67        | 2         |
| USA      | Austin Krajicek | AUT      | Oliver Marach          | 70        | 3         |
| ESA      | Marcelo Arévalo | NED      | Matwé Middelkoop       | 93        | 4         |

- Bảng xếp hạng vào ngày 19 tháng 4 năm 2021

### Vận động viên khác
Đặc cách:
- Frederico Ferreira Silva /  Pedro Sousa
- Cameron Norrie /  João Sousa

### Rút lui
Trước giải đấu
- Romain Arneodo /  Benoît Paire → thay thế bởi  Nicholas Monroe /  Frances Tiafoe
- Marcel Granollers /  Horacio Zeballos → thay thế bởi  Cristian Garín /  David Vega Hernández

## Nhà vô địch

### Đơn
- Albert Ramos Viñolas đánh bại  Cameron Norrie, 4–6, 6–3, 7–6(7–3).

### Đôi
- Hugo Nys /  Tim Pütz đánh bại  Luke Bambridge /  Dominic Inglot, 7–5, 3–6, [10–3].